# 科羅普

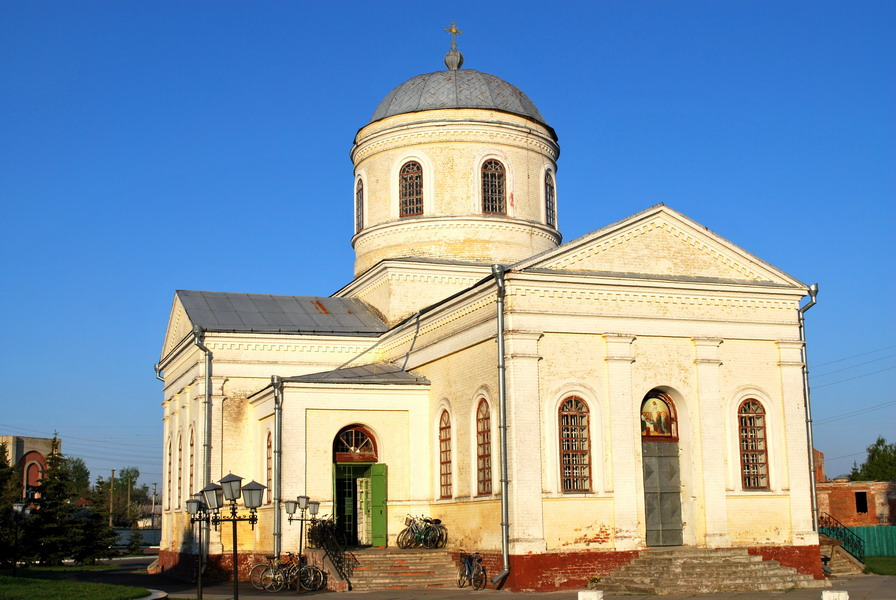
教堂

科羅普（烏克蘭語：Короп），是烏克蘭北部切爾尼戈夫州诺夫霍罗德-锡韦尔斯基区科罗普市镇内的市級鎮及其行政中心。曾是原科羅普區的区府。面積10.2平方公里，2024年人口4,735，人口密度每平方公里539.7人。

## 外部連結
- A historical sketch about Korop lands （页面存档备份，存于） （乌克兰語）
- The murder of the Jews of Korop at Yad Vashem （页面存档备份，存于） （英文）
- Историческая информация о городе Короп （页面存档备份，存于） （俄文）

51°34′N 32°58′E / 51.567°N 32.967°E